# Kdenlive
Kdenlive (KDE Non-Linear Video Editor) (ˌkeɪdɛnˈlaɪv) je svobodný a otevřený nelineární editor videa založený na MLT Frameworku, který je zaměřený na flexibilitu a jednoduchost ovládání. Projekt byl založen Jasonem Woodem v roce 2002 a je udržován malým týmem vývojářů. Od verze 15 se stal součástí oficiálního projektu KDE.
Kdenlive podporuje veškeré formáty podporované FFmpeg (jako QuickTime, AVI, WMV, MPEG a Flash Video) a poměry stran 4 : 3 a 16 : 9 v systémech PAL, NTSC a různých HD standardech, včetně HDV. Videa lze exportovat také do DV zařízení, nebo zapsat na DVD s kapitolami a menu.
Program je volně dostupný pro operační systémy Linux, FreeBSD, Windows i Mac OS X pod licencí GNU General Public License.

## Vlastnosti

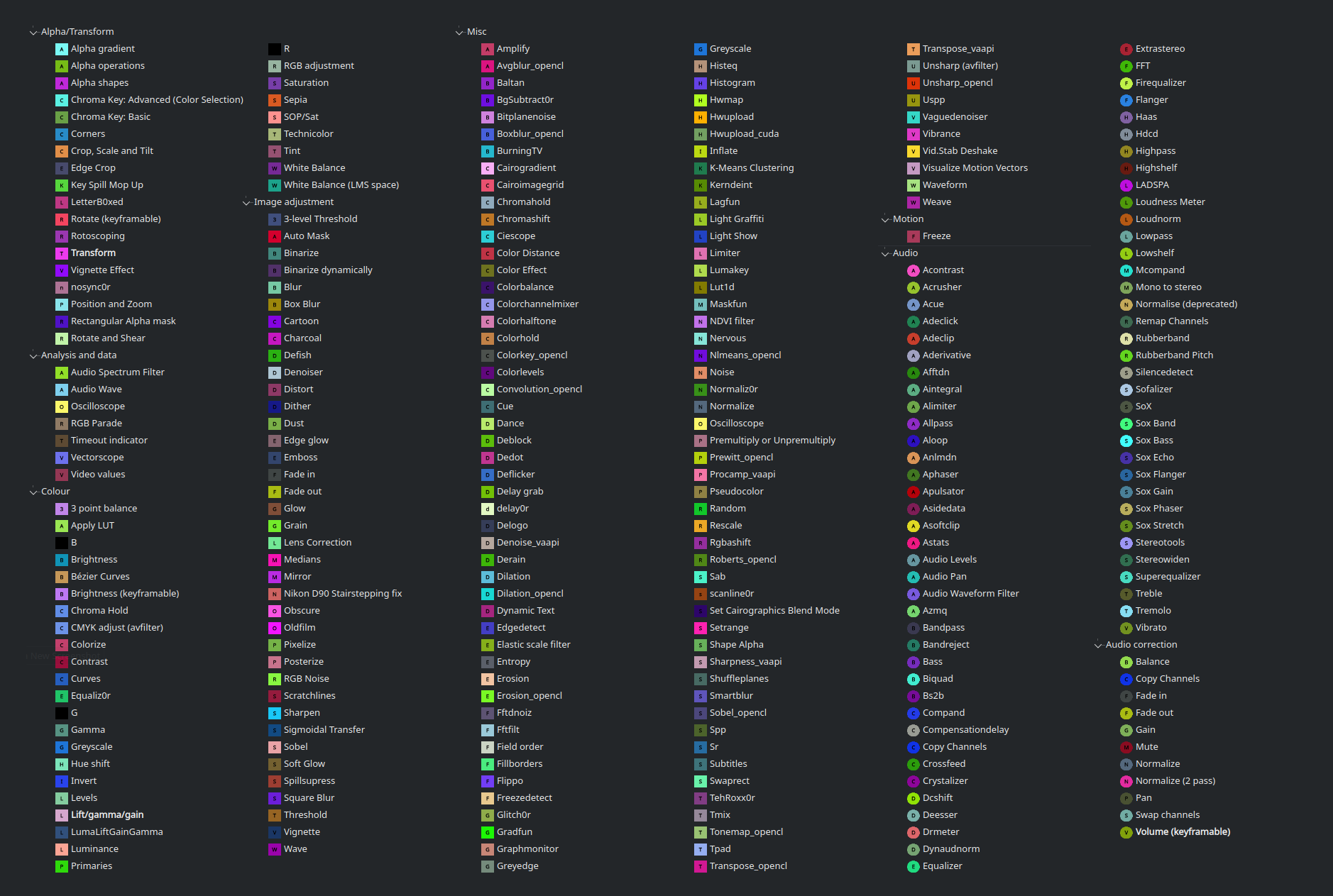
Kdenlive video efekty

Vlastnosti zahrnuté v kdenlive jsou například záznam ze zařízení FireWire, webkamer a zařízení Video4Linux, nahrávání obrazovky  podpora zařízení jog shuttle, nezávislý vykreslovací proces, dávky, interaktivní operace s časovou osou, editace videa ve vysokém rozlišení, práce s bezztrátovými formáty a nástroje pro organizaci klipů.
Kdenlive používá několik frameworků pro zajištění práce s audio a video efekty a přechody, jako MLT, Frei0r efekty, SoX a LADSPA.
Audio efekty zahrnují například normalizaci, změnu výšky a posun tónu, omezovač, nastavení hlasitosti, ozvěnu a ekvalizátor.

Video efekty zahrnují masku, klíčování (blue-screen), deformaci, rotaci, barevné nástroje, rozmazání, zatemňování a další.